# Dasumia laevigata
Dasumia laevigata är en spindelart som först beskrevs av Tord Tamerlan Teodor Thorell 1873.  Dasumia laevigata ingår i släktet Dasumia och familjen ringögonspindlar. Inga underarter finns listade i Catalogue of Life.